# Complexe de ski de fond et de biathlon Laura
 (avril 2025).
Le Complexe de ski de fond et de biathlon Laura (en russe : Комплекс для соревнований по лыжным гонкам и биатлону Лаура) est un complexe de ski de fond et de biathlon situé à 10 km de Krasnaïa Poliana en Russie. Lors des Jeux olympiques et paralympiques de 2014 ce complexe accueille les épreuves de biathlon (olympiques et paralympiques) et de ski de fond (olympiques et paralympiques). Il a une capacité de 7 500 places.
Il porte le nom Laura en référence à un cours d'eau proche, qui lui-même le tient d'une légende locale.
La création de ce complexe a été commémorée par un timbre-poste russe.

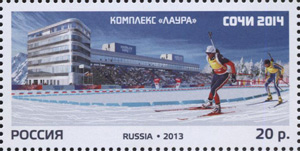
Timbre de la poste russe